# Prince Kay One

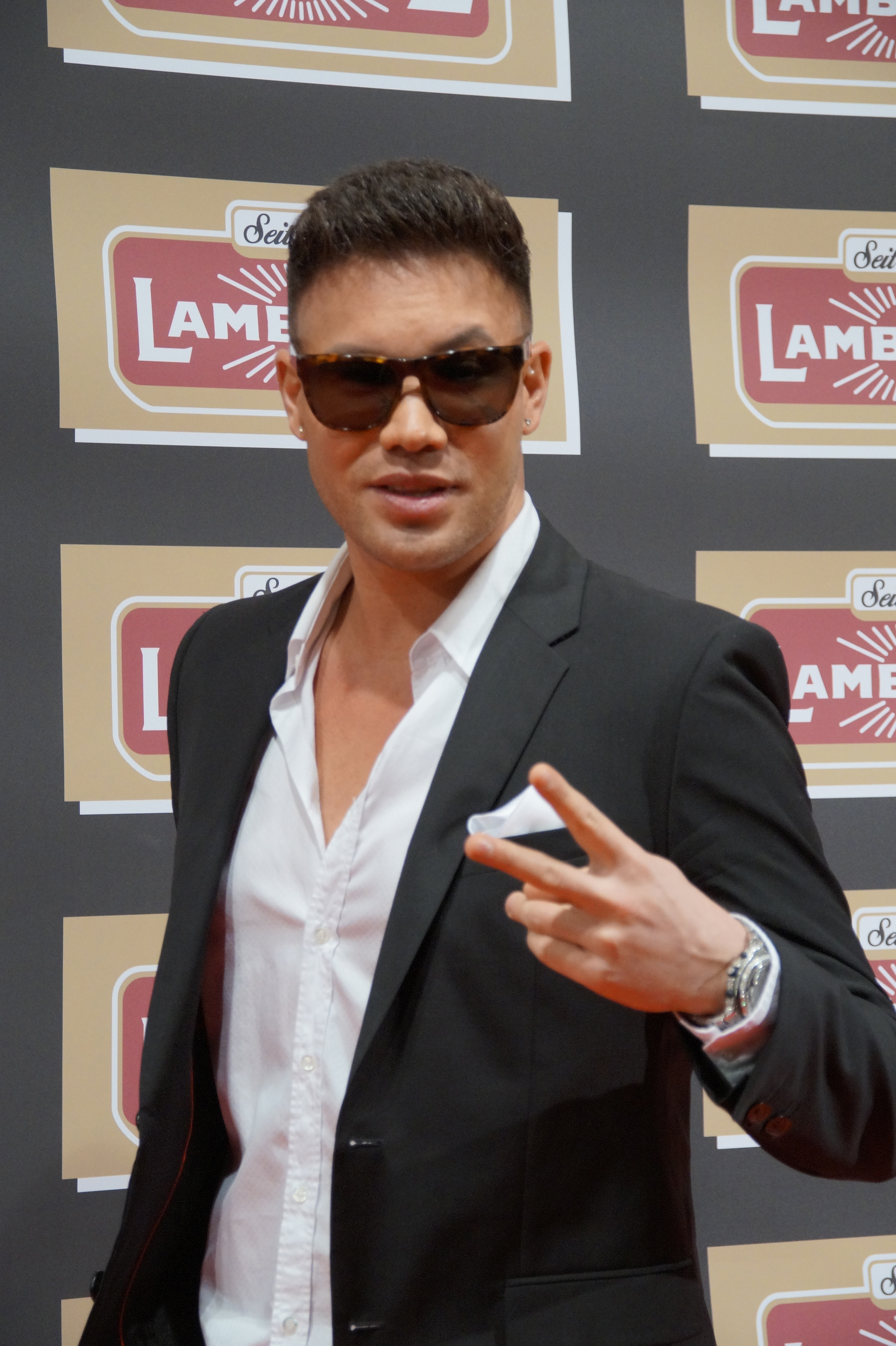
Kay One v roce 2016

Kenneth Glöckler (* 7. září 1984 Friedrichshafen), známý pod přezdívkou Kay One či Prince Kay One, je německý rapper, dříve spolupracoval s rapperem Bushidem. Je napůl Němec a Filipiňan, otec je Němec a matka Filipiňanka.

## Diskografie
Alba:
- Kenneth allein zu Haus (2010)
- Berlins Most Wanted (with Berlins Most Wanted) (2010)
- Prince of Belvedair (2012)
- Rich Kidz (as Prince Kay One) (2013)
- Jung genug um drauf zu scheissen (2015)
- Der Junge von damals (2016)
- Makers Gonna Make (2018)